# Doktor Nâzım
Le docteur Nâzım Bey (Selanikli Nâzım), né en 1870 ou 1872 à Thessalonique et exécuté le 26 août 1926 à Ankara, était un dirigeant des Jeunes-Turcs, ministre de l'Éducation publique de l'Empire ottoman en 1918.
Membre de l'Organisation spéciale créée par Enver Pacha, il joua un rôle important dans le génocide arménien.

## Biographie
Un article du diplomate ottoman Chérif Pacha, publié en France en 1915, écrit à son propos : « C'est lui qui organisa l'émigration en Turquie des Musulmans de Bosnie-Herzégovine. Il est un partisan résolu de l'extermination des chrétiens en général et des arméniens en particulier, ne faisant grâce qu'à ceux qui se convertissent à l'Islamisme. C'est un des chefs les plus sournois, les plus écoutés du Comité. Il est venu à plusieurs reprises à Paris, où il avait vécu onze ans pour essayer de gagner la presse française au Comité. Il est le trésorier du Comité Union et Progrès ».
Jugé le 5 juillet 1919 par le tribunal d'Ankara, il fut condamné à mort par contumace alors qu'il était en fuite à Berlin. Proche d'Enver Pacha en 1921, il reçoit toutefois en 1922 la garantie de ne pas être inquiété s'il ne s'oppose pas au nouveau régime de Mustafa Kemal Atatürk. Toutefois, il participe à un complot contre lui, et est pendu le 26 août 1926 sur ordre de la Cour Indépendante en même temps que Mehmet Cavit Bey.